# كريس باشام
كريس باشام (بالإنجليزية: Chris Basham) (مواليد 20 يوليو 1988 في هيبورن - إنجلترا) لاعب كرة قدم إنجليزي يلعب حاليا لصالح نادي الدرجة الممتازة بولتون واندررز الإنجليزي منذ 2006 في مركز قلب الدفاع كما يجيد اللعب في مركز الوسط المدافع . .

## روابط خارجية
- كريس باشام على موقع قاعدة بيانات كرة القدم.إي يو (الإنجليزية)
- كريس باشام على موقع Soccerbase.com (لاعب) (الإنجليزية)
- كريس باشام على موقع Soccerway.com (الإنجليزية)
- كريس باشام على موقع عالم كرة القدم.نت (الإنجليزية)
- كريس باشام على موقع كووورة